# BOOM! BOOM! BOOM!
《BOOM! BOOM! BOOM!》은 중국의 걸 그룹 GNZ48의 두 반째 EP이다. 타이틀 곡의 센터 포지션은 팀G의 셰레이레이가 맡았다

## 수록곡
| #  | 제목                               | 작사   | 작곡   | 편곡       | 가창 유닛 | 재생 시간 |
| -- | ---------------------------------- | ------ | ------ | ---------- | --------- | --------- |
| 1. | 〈새해 복 많이 받으세요〉 (新年好) | 三本目 | 陈敏倩 |            |           |           |
| 2. | 〈미래 개봉〉 (拆封未来)           | 張鵬鵬 | 吳依瑄 | 팀G        |           |           |
| 3. | 〈청춘불패〉 (青春不败)            | 謝夢瓊 | 姜帆   | 팀NIII     |           |           |
| 4. | 〈꿈의 비행선〉 (梦飞船)           | 張鵬鵬 | Wave G | 팀Z        |           |           |
| 5. | 〈귀가〉 (回家)                    | 三本目 | 陈敏倩 | GNZ48 TOP7 |           |           |

## 선발 멤버

### 새해 복 많이 받으세요
(센터: 셰레이레이)
- 팀G: 천위치, 가오위안징, 황리룽, 리친제, 셰레이레이, 장카이치, 장충위
- 팀NIII: 류리페이, 류첸첸, 루징, 탕리자, 샤오원링, 정단니
- 팀Z: 룽이루이, 왕잉, 장신위

### 미래 개봉
(센터: 셰레이레이)
- 팀G: 천커, 천위치, 두위웨이, 가오위안징, 황리룽, 리친제, 린자페이, 류멍야, 샹윈, 셰레이레이, 쩡아이자, 장카이치, 장충위, 저우첸위

### 청춘불패
(센터: 류리페이)
- 팀NIII: 천후이징, 천난시, 천신위, 펑자시, 훙징원, 류리페이, 류첸첸, 루징, 쑨신, 탕리자, 셴선난, 샤오원링, 슝신야오, 정단니, 쭤자신, 쭤징위안

### 꿈의 비행선
(센터: 장신위)
- 팀Z: 천구이쥔, 천쯔잉, 다이링, 두추린, 류자이, 룽이루이, 눙옌핑, 왕추이페이, 왕중이, 왕쓰웨 왕잉, 왕쯔신, 양커루, 양위안위안, 장신위, 자오이민

### 귀가
(센터: 셰레이레이)
- 팀G: 가오위안징, 리친제, 셰레이레이, 장충위
- 팀NⅢ: 루징, 탕리자, 정단니